# Malimbus nitens
El malimbo piquiazul (Malimbus nitens) es una especie de ave paseriforme de la familia Ploceidae propia de África occidental y central. Su hábitat natural son los bosques húmedos tropicales.